# Сульфат (посёлок)

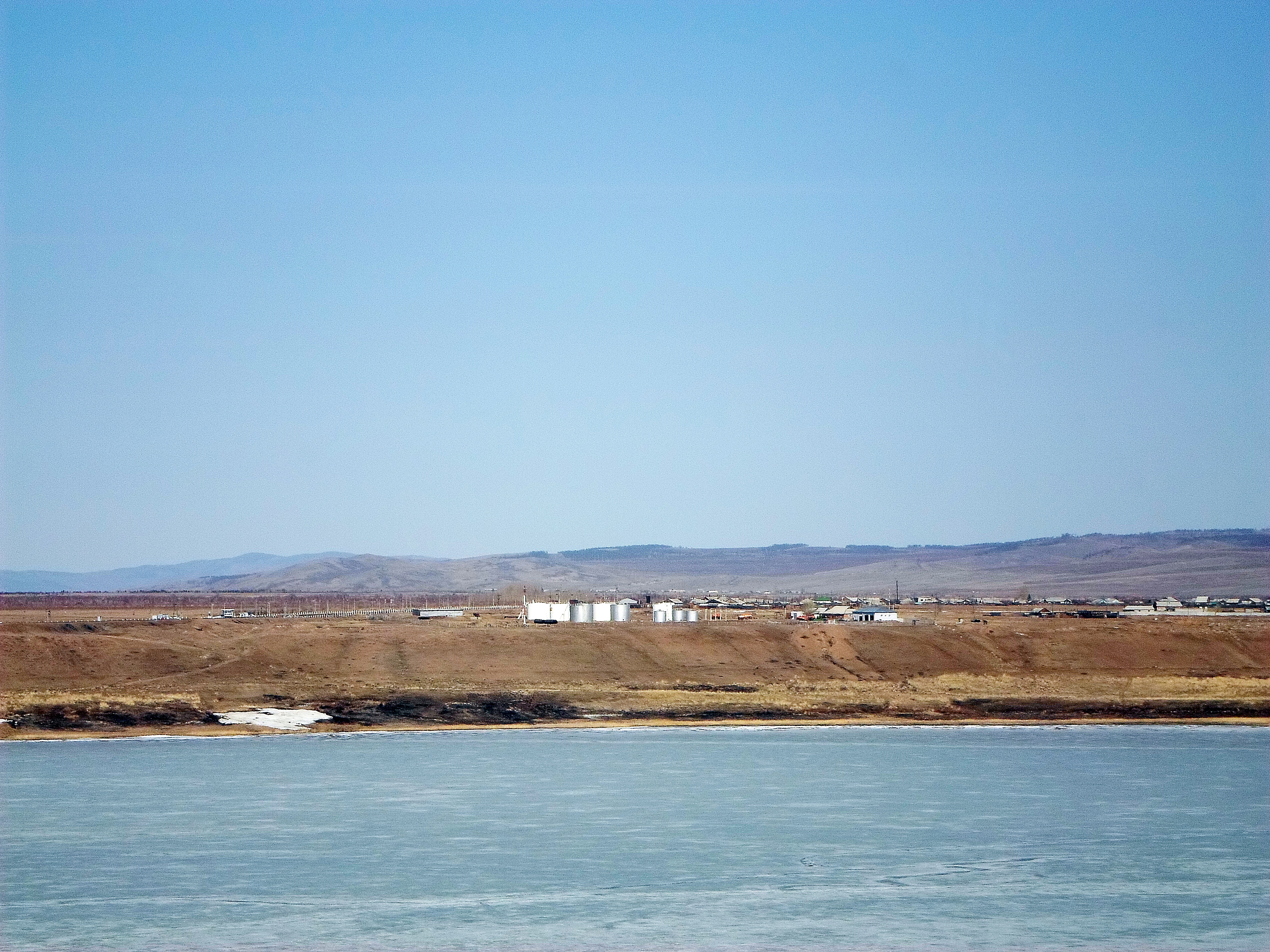
Станция Сульфат. Вид с Убукунского увала. На переднем плане — Солёное озеро

Сульфа́т — пристанционный посёлок в Селенгинском районе Бурятии. Входит в сельское поселение «Загустайское».

## Станция Сульфат
Железнодорожная станция Сульфат Восточно-Сибирской железной дороги на южной ветке Улан-Удэ — Наушки. Введена в эксплуатацию в 1940 году. Грузовая станция. Нефтебаза.

## География
Посёлок расположен на северо-западной окраине центра сельского поселения — улуса Тохой. Единственная улица посёлка — Станционная — продолжается одноимённой улицей улуса (под разными почтовыми индексами).
Через Сульфат проходит автодорога, пересекающая железнодорожную линию, на озеро Щучье (7 км) и в северные населённые пункты сельского поселения «Загустайское» — село Ягодное (7,5 км) и посёлок Ардасан (9 км). Расстояние до районного центра, города Гусиноозёрск, по автодороге через улус Тохой — 15 км.
Западнее посёлка в котловине расположено озеро Солёное, одно из Убукунских озёр, имеющее другие названия — Сульфатное или Сульфат (по находившемуся здесь Селенгинскому сульфатному заводу), от которого происходит название станции и посёлка.

## Население
| 2002 | 2010 |
| ---- | ---- |
| 13   | ↗18  |